# Palacio Spannocchi

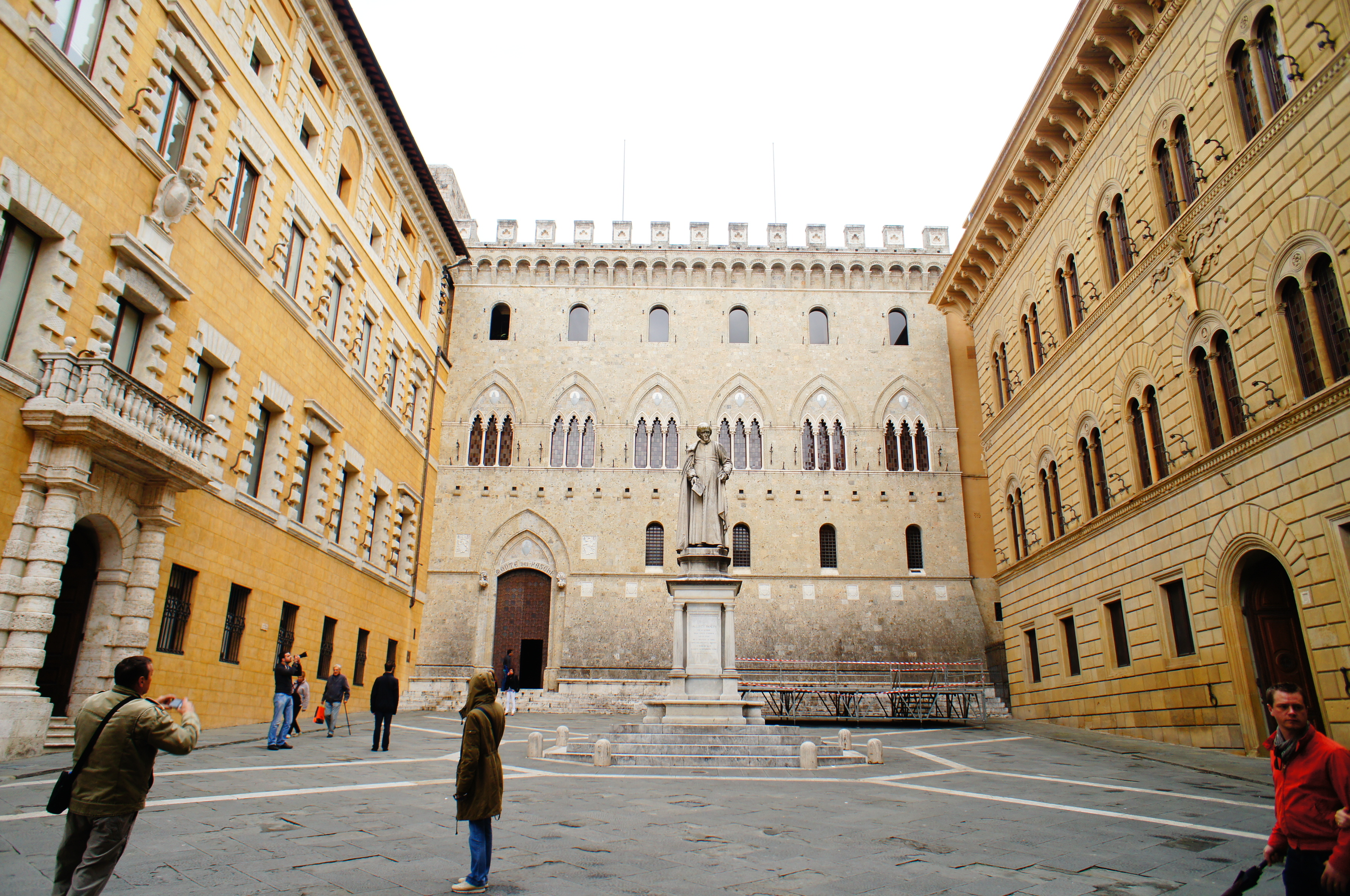
Plaza Salimbeni. A la derecha el Palacio Spannocchi, en el fondo el Palacio Salimbeni y a la izquierda el Palacio Tantucci. En el centro, el monumento a Salustio Bandini.

El Palacio Spannocchi es un edificio histórico de estilo renacentista de la ciudad de Siena, en Italia que, junto a los palacios Tantucci —de estilo manierista— y Salimbeni —de estilo gótico—, conforman un conjunto arquitectónico de valor que circunda la plaza Salimbeni, ubicada en el Terzo di Camollia, una de las tres subdivisiones históricas de la ciudad. 

## Historia
Ambrogio di Nanni Spannocchi, por entonces tesorero y camarero pontificio del papa Pío II, encargó en 1473 el proyecto de este edificio al arquitecto Giuliano da Maiano. 
Fue construido en la Strada Romana, calle principal de Siena en esa época, hoy via Banchi di Sopra.
En 1880 la Banca Monte dei Paschi de Siena, entidad bancaria creada en 1472 inicialmente como monte de piedad, adquirió el palacio Spannocchi; poco tiempo después alquiló el edificio al Ministerio de Obras Públicas (Ministero dei lavori pubblici) que instaló en el lugar la oficina de correos (Regie Poste).

## Diseño

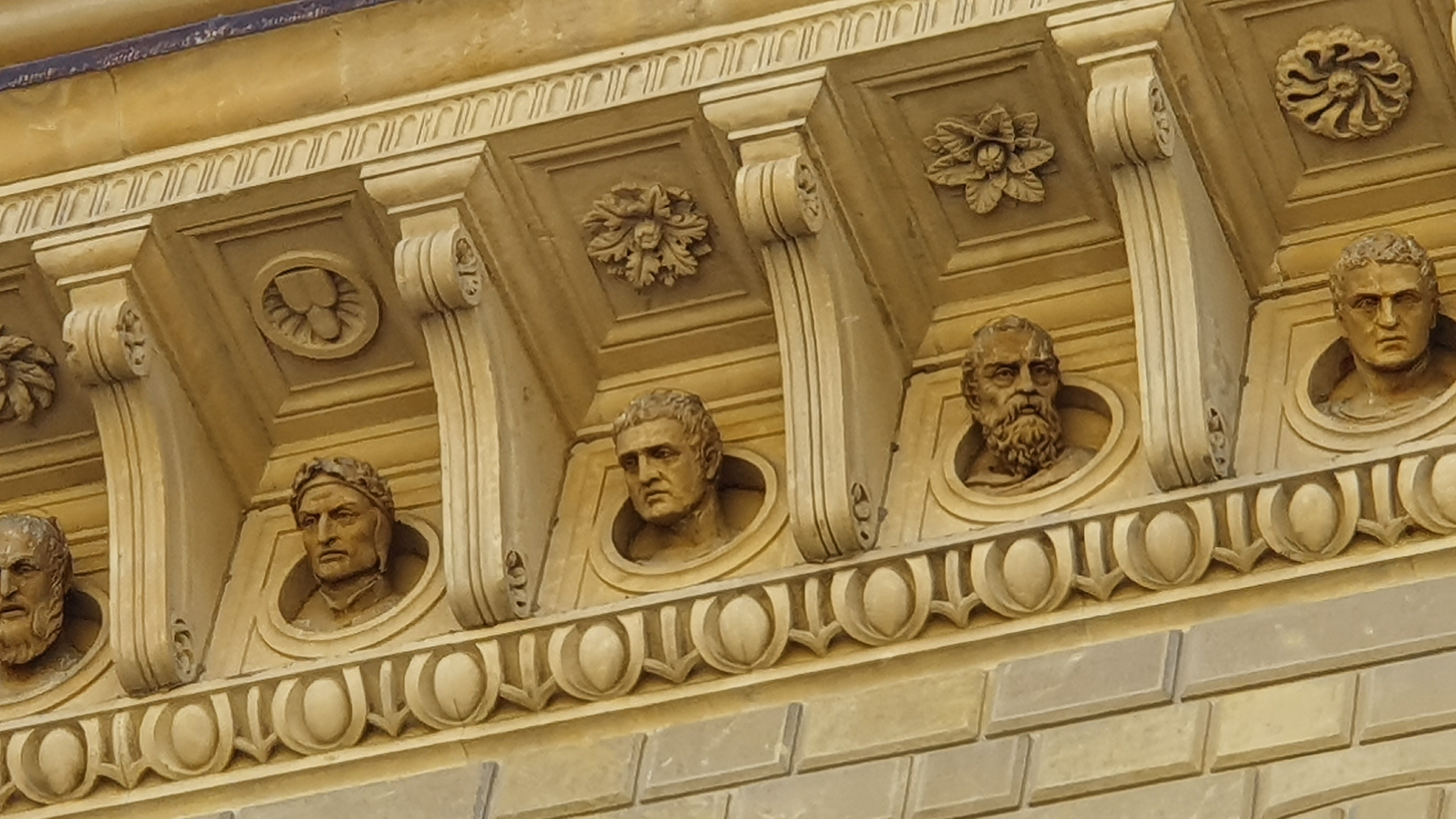
Bustos de emperadores en el Palacio Spannocchi.

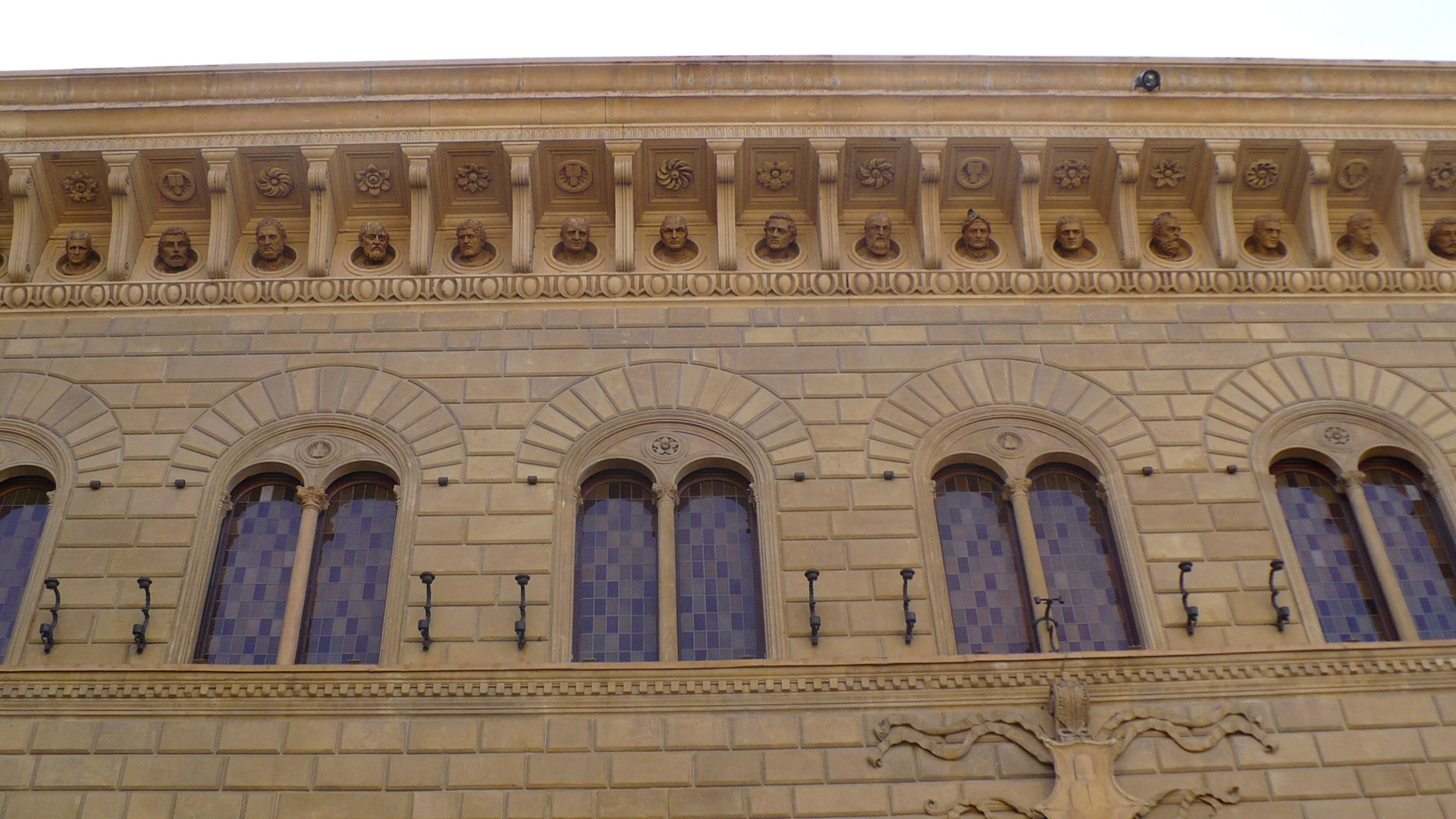
Vista de los ajimeces.

El diseño tiene cierta similitud con el Palacio Medici Riccardi, en Florencia, proyectado por Michelozzo di Bartolomeo en 1444, y también se nota en el estilo de algunos edificios construidos en Siena en esa época por miembros de la familia Piccolomini, por ejemplo, el Palacio delle Papesse y el Palacio Piccolomini, ambos proyectados por Bernardo Rossellino.
El acabado de la fachada es un almohadillado corrido de piedra arenisca, con portales coronados con arcos de medio punto, igual que los ajimeces.
Bajo la cornisa se disponen cuarenta y siete bustos cortos, separados por ménsulas, en su mayoría de emperadores romanos —como Caracalla, Galba y Tito— y de personajes ilustres, entre ellos, Dante Alighieri, Leonardo da Vinci y el mismo Ambrogio Spannocchi, obras del escultor y arquitecto Benedetto da Maiano, hermano de Giuliano. 
El edificio tiene un espacio interior a cielo abierto delimitado por una logia; originalmente tenía un jardín colgante que fue removido durante la restauración realizada por Giuseppe Partini en 1880.